# Гладіатор 2
«Гладіатор 2» (англ. Gladiator II) — історичний художній фільм режисера Рідлі Скотта, сіквел картини «Гладіатор». Плани створення фільму оприлюднювалися починаючи з 2001 року. Прем'єра  в Україні - 14 листопада 2024 року.

## Сюжет
Дія фільму відбувається через 16 років після смерті Марка Аврелія, коли Римом правлять брати Каракалла і Гета - розпусні розпещені гедоністи, які обожнюють розваги і ведуть Імперію до загибелі.
Син Луцили та Максимуса Луцій живе невпізнаним в останньому вільному місті Нумідії. Місто бере штурмом римська армія під командуванням Марка Акакія (чоловіка Луцили), Луцій втрачає в бою дружину, потрапляє в полон і стає гладіатором. У перший день ігор Луцилла впізнає сина.
Господар Луція, Макрін, вимагає від сенатора Фрація, що програв йому вже 10 000 динаріїв, його будинок або вірність, внаслідок чого з'ясовує, що Луцилла і Акакій організували республіканську змову, після чого розповідає про це імператорам.
Акакія і Луцилла викрито і схоплено, завдяки чому Макрін стає довіреною особою імператорів.
Акакія відправляють на арену Колізею, де йому доводиться боротися із Луцієм. Він навмисне поступається противнику, щоб не нашкодити синові дружини, але й Луцій відмовляється від своєї помсти. За наказом Гети Акакія розстрілюють із луків, що викликає у Римі серйозні хвилювання. Макрін використовує це, щоб підштовхнути ментально нестабільного Каракаллу до братовбивства, а потім сам вбиває кмітливішого і від того складного в підпорядкуванні Гету.
На ранок Каракалла, який остаточно втратив здоровий глузд через психічне захворювання, пропонує Сенату призначити першим консулом свою ручну мавпу, а Макріна - другим консулом. Незважаючи на абсурдність ситуації, Фрацій, повністю підпорядкований Макріну, погоджується, а разом із ним одноголосно погоджується Сенат.
Луцій хоче звільнити Рим від корупції та терору, а тому доручає своєму другові доктору Раві передати армії Акакія, дислокованої в Остії, наказ іти на Рим, передавши кільце Максимуса.
Тим часом Макрін радить Каракаллі не стратити Луцилу за змову, оскільки вона популярна у народі, а натомість дати богам вирішити її долю - відправити до Колізею.
Одночасно з'ясовується, що мрія Макріна - не домогтися влади, а знищити Рим, який теж зробив його колись гладіатором.
Останній день гладіаторських ігор. Луцій піднімає повстання гладіаторів, а тим часом армія Акакія рухається до Риму, але Каракалла про це нічого не знає. Луцилу прив'язують до стовпа на возі та разом із сенаторами-змовниками відправляють на арену. З "милості" Каракалла видає їй на захист гладіатора Луція, але це мало що змінює – на всіх напускають озброєних преторіанців, проти яких у Луція шансів нема.
Одночасно Макрін наказує преторіанцям вирушати на перехоплення армії Акакія.
За сигналом Луція гладіатори вибігають на арену та починають бійку.
У цей момент публіка Колізею не витримує і починаються хвилювання. Макрін, користуючись метушнею і відсутністю охорони в імператорській ложі, вбиває беззахисного Каракаллу шилом у вухо, а потім з лука вбиває Луцилу в момент, коли Луцій майже її врятував. З цього моменту він стає головою Імперії та біжить з міста. 
Макрін веде преторіанську гвардію проти армії Акакія. Луцій, жадаючи помститися йому за вбивство матері, кидається за ним у погоню, наздоганяє і між ними починається двобій, в якому Макрін гине на очах обох армій. Далі Луцій вимовляє промову, у якій апелює до мрії Марка Аврелія про «справедливий Рим». Армія преторіанців відмовляється битись та погоджується йти за Луцієм. Таким чином він запобігає громадянській війні..

## У ролях
| Актор            | Роль                                              |
| ---------------- | ------------------------------------------------- |
| Пол Мескаль      | Люціус                                            |
| Педро Паскаль    | Акацій                                            |
| Конні Нільсен    | Луцилла                                           |
| Дензел Вашингтон | Маркініус торговець зброєю і колишній рабовласник |
| Джозеф Квінн     | Гета                                              |
| Фред Гекінджер   | Каракалла                                         |
| Ліор Раз         | Віґґо                                             |
| Дерек Джейкобі   | сенатор Гракхус                                   |
| Рорі Макканн     | Теґула                                            |
| Алек Утгофф      | Даріус                                            |
| Метт Лукас       | церемоніймейстер                                  |

### Український дубляж
- Режисер – Анна Пащенко,
- перекладач – Олег Колесніков,
- звукорежисер – Богдан Клименко,
- звукорежисер перезапису – Luiz Provin,
- координатор – Аліна Гаєвська.

Студія – Le Doyen
- Луцій – Євген Лісничий,
- Макрін – Олександр Шевчук,
- Акацій – Роман Чорний,
- Луцилла – Вікторія Білан-Ращук,
- Ґета – Володимир Гурін,
- Каракалла – Кирило Сузанський,
- Віґґо – Володимир Кокотунов,
- Раві – Дмитро Рассказов,
- Гракх – Юрій Висоцький,
- Фракій – Валерій Легін.

А також: Сергій Озіряний, Максим Кондратюк, Павло Голов, Вʼячеслав Дудко, Микола Парадовський, Антон Кобилко, Майя Ведернікова, Катерина Качан, Дмитро Рибалевський, Петро Сова, Анастасія Чумаченко, Ярослав Шахторін, Олександр Голованов, Надія Хільська, Микола Антонов, Дмитро Мостренко, Михайло Войчук, Роман Молодій, Роман Солошенко, Єлизавета Кучеренко, Едуард Кіхтенко, Олександр Болтовський та інші.

## Створення
Перші ідеї зняти продовження «Гладіатора» було озвучено у червні 2001 року. Йшлося про приквел або сіквел, сценаристом, як і в першому «Гладіаторі», міг стати Девід Францоні. 2002 року було оголошено про початок роботи над сиквелом за сценарієм Джона Логана. Дія фільму мала відбуватися через 15 років: Римом тоді правили преторіанці, Луцій намагався дізнатися правду про свого біологічного батька. Францоні підписав контракт про участь у проекті як продюсер разом з Дугласом Віком і Волтером Парксом. У грудні 2002 року стало відомо, що фільм покаже як раніші щодо першого «Гладіатора» події, що стосуються походження Луція, так і пізніші, в яких візьме участь воскреслий Максимус. Продюсери й Рассел Кроу мали намір вибудувати дію відповідно до давньоримських уявлень про потойбічне життя. До вересня 2003 року сценарій був дописаний, Рідлі Скотт підтвердив, що Луцій стане центральним персонажем фільму.
У 2006 році студію DreamWorks Pictures було продано Paramount Pictures разом із правами на продовження «Гладіатора». Через це розробку сиквела зупинили, але у листопаді 2018 року Paramount схвалила проект. Студія розпочала переговори зі Скоттом про те, щоб він став режисером і одним із продюсерів (разом із Дугом Віком, Люсі Фішер, Волтером Парксом та Лорі Макдональд). Проект має стати спільним підприємством Paramount, Scott Free Productions та Parkes/MacDonald Productions з Universal як партнером. У червні 2019 року продюсери розповіли, що дія нового сценарію відбувається через 25-30 років після подій першого фільму, а центральний персонаж — Луцій.
У вересні 2021 року Скотт заявив, що робота над сценарієм продовжується, і він має намір зайнятися зйомками після завершення роботи над фільмом «Наполеон». У грудні 2022 року в ЗМІ з'явилися повідомлення про те, що зйомки «Гладіатора 2» розпочнуться найближчим часом у Марокко.
Спочатку фільму було виділено бюджет у розмірі 165 мільйонів доларів. У процесі виробництва витрати збільшилися до 310 мільйонів доларів, хоча студія Paramount заявляла про суму у 250 мільйонів доларів. Виробництво фільму отримало від Мальти податкову знижку в розмірі майже 47 мільйонів євро, що є рекордним показником серед подібних пільг для кінопроектів в Європейському Союзі.
Попередньо, зйомки мали стартувати у травні 2023 року в місті Варзазат, Марокко. У зв'язку з цим, у квітні того ж року розпочалися підготовчі роботи зі зведення кінодекорацій. Знімальний процес розпочався у червні 2023 року. Наступні чотири місяці були відведені для зйомок додаткових матеріалів на локаціях Мальти та Великої Британії. Внаслідок пожежі 7 червня під час зйомок постраждали шість членів знімальної групи. Зйомки були припинені в липні через Голлівудські трудові спори 2023 року. Зйомки відновилися 4 грудня на Мальті й завершилися 17 січня 2024 року.

## Музика
У січні 2024 року було повідомлено, що Гаррі Грегсон-Вільямс працює над музикою до фільму, замінивши Ганса Ціммера та Лізу Джеррард, які створили музику до першого фільму. Ціммер вирішив не повертатися, оскільки не хотів повторювати свою роботу з першого фільму. В інтерв'ю для Curzon він сказав, що фільм "у дійсно хороших руках" з Грегсоном-Вільямсом, який починав свою кар'єру як асистент Ціммера. Грегсон-Вільямс написав 100 хвилин оригінальної музики для фільму та використав деякі музичні теми Ціммера і Джеррард з першого фільму.

## Рейтинг
Як і оригінальний фільм, Гладіатор 2 отримав рейтинг R від Motion Picture Association через "надмірне криваве насильство". На відміну від інших своїх минулих фільмів, Скотт заявив, що Гладіатор 2 не матиме режисерської версії, оскільки він заслужив право на свій остаточний монтаж і видалив деякі сцени під час зйомок, тому йому не потрібно було робити це після завершення фільму. В Австралії було випущено дві версії фільму; оригінальну, нескорочену версію з рейтингом MA15+ (з попередженням для споживачів про "вразливі теми та насильство"), та відредаговану версію з рейтингом M ("жорстоке поводження з тваринами, кров і gore-ефекти, деталі травм та насильство"), де бризки крові або скорочені, або видалені. Рейтинг MA15+ було відновлено для нескороченого домашнього медіа-релізу з оновленим попередженням для споживачів "жорстоке поводження з тваринами, насильство та кров і gore-ефекти".

## Сприйняття

### Касові збори
Станом на 22 грудня 2024 року, «Гладіатор II» зібрав 154 мільйони доларів США в США та Канаді, та 262,3 мільйони доларів на інших територіях, що в сумі становить 416,3 мільйони доларів по всьому світу.
У США та Канаді прогнозувалося, що «Гладіатор II» збере 60 мільйонів доларів у 3 500 кінотеатрах за перший вікенд. Фільм вийшов одночасно з «Wicked: Чародійка», що порівнювалося з «Барбенгеймером» 2023 року через контрастну цільову аудиторію цих фільмів. У перший день фільм зібрав 22 мільйони доларів, включаючи 6,5 мільйонів доларів з попередніх показів у четвер. В підсумку дебютний вікенд приніс 55,5 мільйонів доларів, що забезпечило друге місце після «Віккед». Це став найбільший дебютний вікенд у кар'єрі Дензела Вашингтона, перевершивши «Американського гангстера» (43,5 мільйонів доларів у 2007 році), а також перевершивши «8 милю» (51,2 мільйонів доларів у 2002 році) як найкращий листопадовий дебют для фільму з рейтингом R. У другий вікенд фільм зібрав 30,7 мільйонів доларів (загалом 44 мільйони доларів за п'ятиденний період Дня подяки), показавши падіння на 44% і посівши третє місце після «Моани 2» та «Wicked: Чародійка». На третьому тижні прокату фільм заробив $12,5 млн, залишаючись на третьому місці.
Фільм був випущений у 63 країнах за тиждень до прем'єри в США і зібрав US$87 мільйонів, що стало найкращим результатом відкриття в кар'єрі Рідлі Скотта. Другий тиждень прокату приніс «Гладіатору II» US$106 мільйонів у всьому світі, що дозволило зайняти друге місце після «Wicked: Чародійка». Його заробіток у US$50,5 мільйона за кордоном був трохи вищим за US$50,2 мільйона, зібрані конкурентом.